# アン・リチャーズ (歌手)
アン・リチャーズ（Ann Richards、1935年10月1日 - 1982年4月1日）は、アメリカ合衆国のジャズシンガー。カリフォルニア州サンディエゴ生まれ。
リチャーズは10歳から歌のレッスンとピアノの弾き語りの練習を始め、1954年に西海岸の音楽シーンに現れた。彼女は短期間チャーリー・バーネットのバンドで演奏し、後に作曲家のエディ・ビールの紹介によりスタン・ケントンの注意を惹くようになった。1955年にはケントンのバンドで数ヶ月間演奏し、その後二人は結婚した。ケントンは彼女がキャピトル・レコードと契約するのを手伝った。1958年のデビューアルバム『I'm Shooting High』は指揮者のブライアン・ファーノン、アレンジャーのウォーレン・ベーカーと組んで製作された。1961年にはケントンとのデュエットアルバム『Two Much』をリリースする。ケントンとリチャーズの間には二人の子供、ダナとランスがいた。しかし夫妻は1961年に離婚した。彼女は1961年6月の「プレイボーイ」誌に掲載された際にスキャンダルが生じた。その後、アトランティック・レコード配下のアトコ・レコードと契約した。1961年のアルバム『Ann, Man!』のジャケット写真はこの際に撮影された。
リチャーズは1982年4月1日にハリウッドで銃により自殺した。46歳であった。

## ディスコグラフィ
- I'm Shooting High (1958)
- The Many Moods of Ann Richards (1960)
- Two Much! (Capitol, 1961) with the Stan Kenton Big Band
- Ann, Man! (1961, re-issued 2002)
- Live...At the Losers (1964)
- I Hear Music: Recorded Live, 1957-1958 (1993)
- The Many Moods of Ann Richards/Two Much (compilation, ed. 2004)

スタン・ケントンと
- Kenton with Voices (Capitol, 1957)

## 参照
1. ↑  Allmusic Biography
2. ↑  Grudens, Richard. Jukebox Saturday Night: More Memories of the Big Band and Beyond. Page 58. Celebrity Profiles Publishing, 1999.
3. ↑  https://people-vs-drchilledair.blogspot.com/2008/05/no-biz-like-it.html
4. ↑  Glenn, Ben. Songbirds: Ann Richards